# Cantone di Candé
Il Cantone di Candé era una divisione amministrativa dell'arrondissement di Segré.
È stato soppresso a seguito della riforma complessiva dei cantoni del 2014, che è entrata in vigore con le elezioni dipartimentali del 2015.
Comprendeva i comuni di:
- Angrie
- Candé
- Challain-la-Potherie
- Chazé-sur-Argos
- Freigné
- Loiré